# Viscum ambongoense
Viscum ambongoense är en sandelträdsväxtart som beskrevs av Simone Balle. Viscum ambongoense ingår i släktet mistlar, och familjen sandelträdsväxter. Inga underarter finns listade i Catalogue of Life.